# Valentines
Valentines ist eine Ortschaft in Uruguay.

## Geographie

### Lage
Sie befindet sich auf dem Gebiet der Departamentos Treinta y Tres und Florida in deren Sektoren 6 und 4 in der Cuchilla Grande. Nächstgelegene Ansiedlungen auf floridanischem Departamentogebiet sind jeweils einige Kilometer nördlich Cerro Chato und Nico Pérez im Süden.

### Bodenschätze
Bei Valentines existieren Eisenerz-Vorkommen.

## Einwohner
Valentines hatte bei der Volkszählung im Jahre 2011 178 Einwohner, davon 133 Einwohner (71 männliche und 62 weibliche) im Departamento Treinta y Tres und 45 (22 männliche und 23 weibliche) in Florida. 2004 waren es noch 217 Einwohner, davon 178 im Departamento Treinta y Tres und 39 in Florida.
| Jahr | Einwohner |
| ---- | --------- |
| 1963 | -         |
| 1975 | -         |
| 1985 | 240       |
| 1996 | 204       |
| 2004 | 217       |
| 2011 | 178       |

Quelle: Instituto Nacional de Estadística de Uruguay